# Абвиль-Сюд

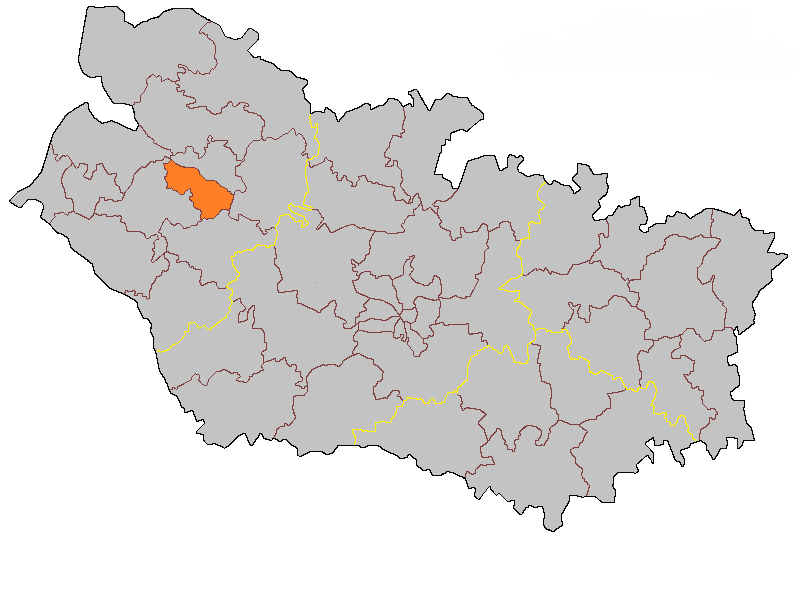
Кантон Абвиль-Сюд в составе департамента

Абвиль-Сюд (фр. d'Abbeville-Sud) — упразднённый кантон во Франции, регион Пикардия, департамент Сомма. Входил в состав округа Абвиль.
В состав кантона входили коммуны (население по данным Национального института статистики за 2009 г.):
- Абвиль (9546 чел.) (частично)
- Бре-ле-Марей (255 чел.)
- Йонваль (237 чел.)
- Камброн (707 чел.)
- Марей-Кобер (895 чел.)
- Окур-сюр-Сомм (402 чел.)
- Эпань-Эпанетт (575 чел.)

## Экономика
Структура занятости населения (без учёта города Абвиль):
- сельское хозяйство — 7,2 %
- промышленность — 5,3 %
- строительство — 27,0 %
- торговля, транспорт и сфера услуг — 30,5 %
- государственные и муниципальные службы — 30,1 %

## Политика
На президентских выборах 2012 г. жители кантона отдали в 1-м туре Франсуа Олланду 29,8 % голосов против 23,8 % у Николя Саркози и 23,7 % у Марин Ле Пен, во 2-м туре в кантоне победил Олланд, получивший 54,9 % голосов (2007 г. 1 тур: Саркози - 26,8 %, Сеголен Руаяль - 25,2 %; 2 тур: Руаяль - 51,1 %). На выборах в Национальное собрание в 2012 г. по 1-му избирательному округу департамента Сомма они поддержали кандидата Социалистической партии Паскаль Буастар, набравшую 38,4 % голосов в 1-м туре и 55,1 % - во 2-м туре. На региональных выборах 2010 года в 1-м туре победил список социалистов, собравший 37,2 % голосов против 21,8 % у списка «правых» и 10,6 % у Национального фронта. Во 2-м туре «левый список» с участием социалистов и «зелёных» во главе с Президентом регионального совета Пикардии Клодом Жеверком получил 57,5 % голосов, «правый» список во главе с сенатором Каролин Кайё занял второе место с 26,8 %, а Национальный фронт с 15,7 % финишировал третьим.
|  | Кандидат       | Партия                  | % голосов |
|  | -------------- | ----------------------- | --------- |
|  | Паскаль Демарт | Социалистическая партия | 54,28     |
|  | Ив Бютель      | Прочие правые           | 45,72     |